# Уттінг
Уттінг (нім. Utting) — громада в Німеччині, розташована в землі Баварія. Підпорядковується адміністративному округу Верхня Баварія. Входить до складу району Ландсберг.
Площа — 19,03 км2. Населення становить 4527 ос. (станом на 31 грудня 2020).